# Hiperakúzis
A hyperacusis, hiperakúzis vagy túlhallás fokozott hangérzékenység és környezeti zajok alacsony tűrőképessége. A hiperakúzis definíciói jelentősen eltérhetnek; gyakran a kengyel csont, a stapedius izom (vagy kengyelizom) vagy a dobhártya feszítő tensor tympanicus károsodása vagy diszfunkciója körül forognak. Gyakran négy altípusba sorolják: hangosság, fájdalom (más néven noxacusis), bosszúság és félelem.   Ez az ember számára egy erősen meggyengítő hallászavar lehet. 
Számos oka és kockázati tényezője van, amelyek közül a leggyakoribb a hangos zajnak való kitettség. Gyakran egybeesik a fülzúgással. Az irodalomban felvetett mechanizmusok közé tartozik az agy, a belső fül vagy a középfül nem megfelelő működése.      
A hyperacusis prevalenciájáról keveset tudunk, részben a fogalom definíciójának eltérései miatt.   A jelentett prevalencia-becslések széles skálán mozognak, és további kutatásokra van szükség a jó népegészségügyi adatok megszerzéséhez. 

## Diagnózis

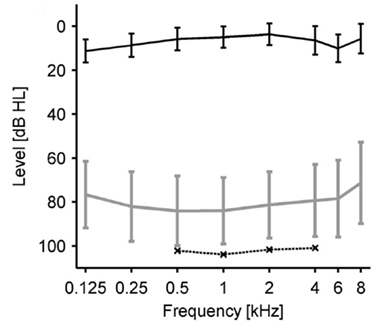
Hangossági diszkomfort szintek (LDL) : halláskárosodás nélküli hiperakúzis betegek csoportadatai. Felső vonal: átlagos hallásküszöb. Alsó hosszú sor: ebbe a csoportba tartozó LDL-ek. Alsó rövid vonal: normál hallású referenciacsoport LDL-értékei. Az ábrán a nagyobb hangerő lefelé helyezkedik el.

Az alapvető diagnosztikai teszt hasonló a normál audiogramhoz . A különbség az, hogy minden egyes vizsgálati frekvenciánál a hallásküszöb mellett a legalacsonyabb kellemetlen hangszintet is megmérik. Ezt a szintet hangossági diszkomfort szintnek (LDL) vagy kellemetlen hangossági szintnek (ULL) nevezik. A hiperakúzisos betegeknél ez a szint gyakran jóval alacsonyabb, mint a normál alanyoknál - általában a hallásspektrum legtöbb részén.   Nincs azonban egyetértés abban, hogy mi számít normális LDL-nek. Az LDL és az önbevallással megállapított mindennapi életben előforduló hangokkal szembeni tolerancia közötti kapcsolat nem tisztázott. 
Az önbeszámolós kérdőíveken kívül az audiológusok számos egyéb technikát alkalmazhatnak a zajérzékenységben szenvedő betegek hallási funkcióinak értékelésére. Ha hangok adásával járó  vizsgálatot végeznek (melyek a betegnek kellemetlen érzést vagy fájdalmat okozhatnak) létfontosságú, hogy a vizsgálat előtt tájékoztassák a pácienst a kiadandó hangok hangerejéről és időtartamáról. Óvatosan kell kezdeni, alacsony hangerővel és fokozatosan kell növelni a hangerőt. Az audiológusnak és a páciensnek fel kell készülnie arra, hogy a beteg tüneteitől függően bármikor leállítsa a vizsgálatot. 

## Lásd még
- Hallási rendszer
- A zajszennyezés egészségügyi hatásai
- Fülzúgás
- Mizofónia
- Otoakusztikus emisszió
- Biztonságos hallgatás
- Érzékszervi feldolgozási érzékenység
- Toborzás (gyógyászat)
- A hallás világnapja
- Hallásegészségügyi Alapítvány

## Fordítás
- Ez a szócikk részben vagy egészben a Hyperacusis című angol Wikipédia-szócikk ezen változatának fordításán alapul.  Az eredeti cikk szerkesztőit annak laptörténete sorolja fel. Ez a jelzés csupán a megfogalmazás eredetét és a szerzői jogokat jelzi, nem szolgál a cikkben szereplő információk forrásmegjelöléseként.